# Ударна игла
Ударна игла (енгл. Firing pin), део механизма за опаљивање ватреног оружја који ударцем активира капислу на дну чахуре метка. Може бити део затварача (код пушака острагуша, полуаутоматских и аутоматских пушака и пиштоља) или ороза (код револвера).

## Карактеристике

### Појава
Ударна игла као механизам за опаљивање први пут се јавила код пушака острагуша почетком 19. века. Швајцарски пушкар Самуел Паули први је направио сједињени метак (зрно и барутно пуњење) у папирној чахури, којој је додао месингано дно са капислом, и конструисао пушку острагушу са преклапајућим затварачем, у чијем се телу налазила игла са опругом за опаљење метка ударом у капислу. Користећи се идејом опаљења сједињеног метка са капислом ударном иглом, немачки пушкар Јохан Николас Драјзе је 1838. конструисао острагушу Драјзе са цилиндричним клизећим затварачем, који се ручицом покретао у сандуку у правцу осе цеви (напред и назад) и као чеп затварао цев (отуда каснији назив чепни затварач). Брављење (чврсто спајање са сандуком) вршило се окретањем тела затварача удесно за четвртину круга. Делови за опаљивање (игла и опруга) били су у телу затварача. Опруга ударне игле аутоматски се запињала при затварању затварача.

### Код пушака
Прве пушке са ударном иглом имале су дугу иглу која је пробијала картонску чахуру и барутно пуњење, и ударала у капислу на постољу зрна. Такве су биле острагуше Драјзе у Пруској и Шаспо у Француској. Такве ударне игле биле су окружене барутним пуњењем у тренутку опаљивања, па су се брзо трошиле и морале мењати. Зато су већ од 1871. (код пушака Маузер модел 1871) уведени меци са металном чахуром са капислом на дну (у ободу или у средини), па су ударне игле постале краће. Сличан механизам за опаљивање користи се и код модерних пиштоља и пушака.

### Код револвера
Револвери су добили ударне игле на орозу после увођења метака са металном чахуром, око 1870. године.